# Zoink
Zoink AB är en svensk videospelutvecklare baserad i Göteborg, Sverige. Företaget grundades 2001 av Klaus Lyngeled, efter att han slutat sitt jobb hos Shiny Entertainment för att starta sin egen spelstudio.
Under E3 2016 meddelade Electronic Arts sitt indiespelprogram "EA Originals", där Fe, utvecklat av Zoink, blev det första spelet. 
Den 25 januari 2018 meddelade Zoink att de hade gått samman med Image & Form, en annan spelstudio i Göteborg, för att bilda Thunderful.

## Ludografi
| År   | Titel                        | Plattform (s)                                                                                               |
| ---- | ---------------------------- | --- |
| 2010 | Kore Gang                    | Wii |
| 2010 | WeeWaa                       | Wii |
| 2010 | Billions: Spara dem alla!    | Facebook |
| 2012 | Reality Fighters Dojo!       | Android, iOS                                                                                                |
| 2012 | Fair Place                   | Webbläsare                                                                                                  |
| 2012 | EnergyMix                    | Android, iOS                                                                                                |
| 2012 | WeeWaa: Rock On!             | Android, iOS                                                                                                |
| 2013 | Äventyrstid: Rockbandit      | Android, iOS                                                                                                |
| 2013 | Swing King                   | Android, iOS                                                                                                |
| 2013 | PlayStation All-Stars Island | Android, iOS                                                                                                |
| 2013 | Stick det till mannen!       | Microsoft Windows, Mac OS, Nintendo Switch, PlayStation 3, PlayStation 4, PlayStation Vita, Wii U, Xbox One |
| 2015 | Zombie Vikings               | Microsoft Windows, PlayStation 4, Xbox One                                                                  |
| 2016 | Zombie Vikings: Stab-a-thon  | Microsoft Windows                                                                                           |
| 2018 | fe                           | Microsoft Windows, Nintendo Switch, PlayStation 4, Xbox One                                                 |
| 2018 | Flipping Death               | Microsoft Windows, Nintendo Switch, PlayStation 4, Xbox One                                                 |
| 2019 | Ghost Giant                  | PlayStation VR                                                                                              |